# 申肯貝格山

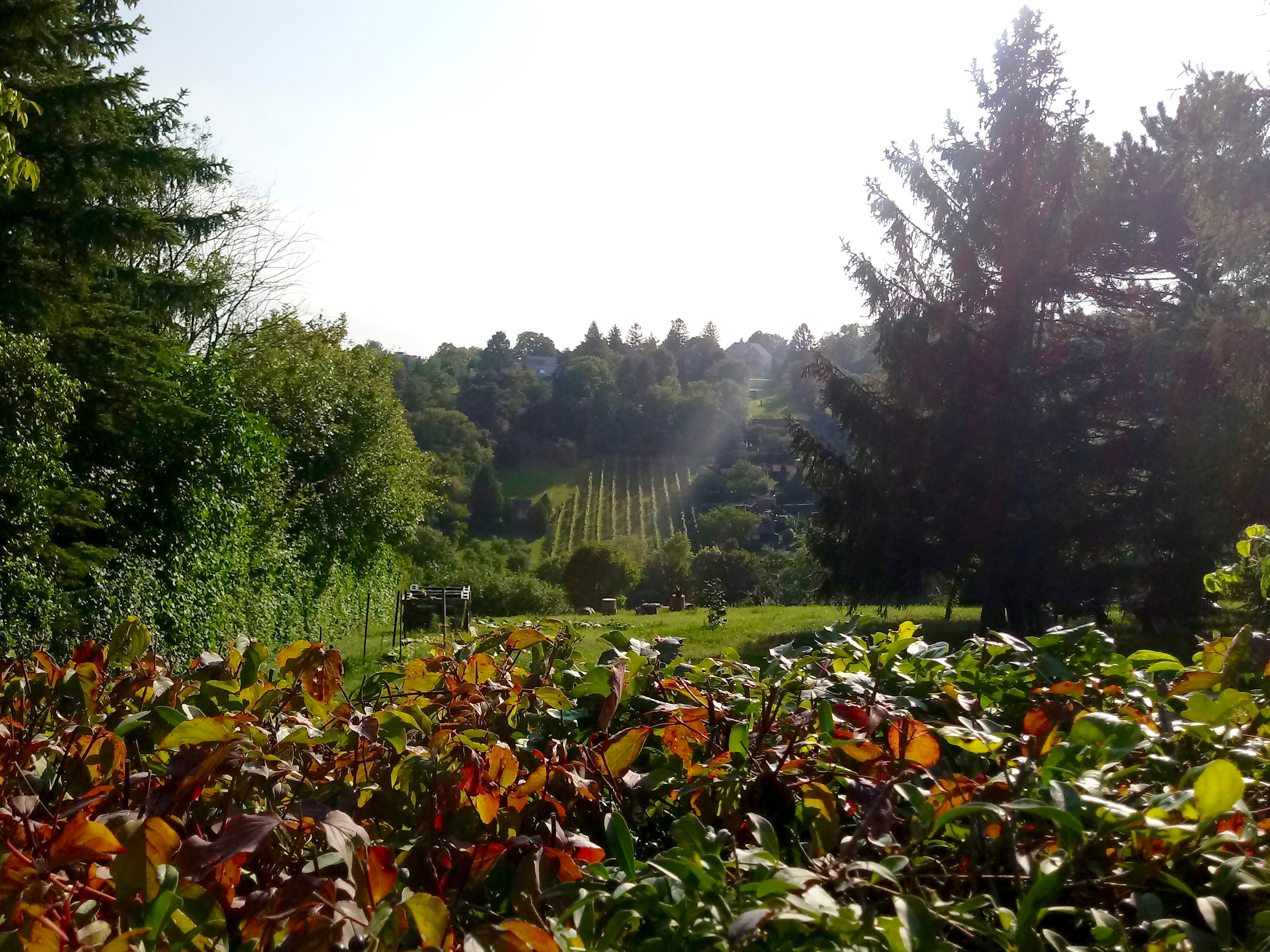

48°15′25″N 16°19′20″E / 48.25694°N 16.32222°E
申肯貝格山（德語：Schenkenberg），是奧地利的山峰，位於該國東北部，由維也納負責管轄，屬於維也納林山的一部分，海拔高度345米，山體由砂岩和泥灰岩組成。